# Dobra (Szczecińska)
De gemeente Dobra (Szczecińska) maakt deel uit van Powiat Policki. Aangrenzende gemeenten:
- Szczecin (stadsdistrict)
- Kołbaskowo, Nowe Warpno en Police (powiat Policki)
- Duitsland:Vorpommern-Greifswald

De zetel van de gemeente is in het dorp Dobra.
De gemeente beslaat 16,6% van de totale oppervlakte van de powiat.

## Plaatsen
- Dobra (Duits Daber, dorp)

Administratieve plaatsen (sołectwo) van de gemeente Dobra:
- Bezrzecze, Buk, Dołuje, Grzepnica, Łęgi, Mierzyn, Rzędziny, Skarbimierzyce, Stolec, Wąwelnica en Wołczkowo.

Zonder de status sołectwo : Kościno, Lubieszyn, Płochocin, Redlica, Sławoszewo
- Gemeinsame Normdatei: 7736316-4
- Virtual International Authority File: 247452130